# Alek Jacob
Alek Scott Jacob (Spokane, Washington, 16 de junio de 1998), más conocido como Alek Jacob, es un jugador profesional estadounidense de béisbol que se desempeña en la posición de lanzador en San Diego Padres, equipo de las Grandes Ligas de Béisbol (MLB).

## Carrera
En 2023, Jacob hizo su debut en la MLB con el equipo San Diego Padres, donde lleva jugando dos temporadas.